# Magere Hein
Magere Hein (ook wel de Dood, man met de zeis, Pietje de Dood [in Vlaanderen] of Heintje de Dood) is een personificatie van de dood.
Hij wordt vaak afgebeeld als een gedaante die gehuld is in een donker gewaad, een kap over het hoofd heeft en een zeis bij zich draagt. De zichtbare lichaamsdelen van Magere Hein laten zien dat hij een (levend) geraamte is. Het betreft hier de benige hand waarmee hij zijn zeis vasthoudt en soms zijn schedel. Vaak is zijn hoofd niet te zien en maakt dit plaats voor duisternis (logisch gezien is dit schaduw, afkomstig van de kap).
De zeis symboliseert het feit dat de dood iedereen treft: een zeis maait alle korenhalmen om.
In de middeleeuwen werd de dood onder andere tijdens de dodendans meestal afgebeeld als een mager lijk met open wonden waaruit maden kropen.
Magere Hein staat ook weleens symbool voor de (allesverslindende) tijd. Behalve een zeis draagt hij dan ook een zandloper bij zich. Meestal wordt de tijd echter voorgesteld als Vadertje Tijd, een oude (maar nog wel levende) man die eveneens een zandloper en een zeis bij zich draagt.
Met een Magere Hein wordt ook vaak een erg dun iemand bedoeld.

## Andere versies van de Dood
- In de Final Destination-films wordt de Dood beschreven als een onzichtbare kracht of entiteit. Men kan het niet zien, horen, voelen (als de Dood iemand aanraakt wel) of ruiken. Het gebruikt objecten om mensen brutaal af te slachten. Het staat altijd aan je zijde, niet om je te beschermen maar om te wachten tot het je kan doden. De Dood kan zijn aanwezigheid kenbaar maken via wind. Het is ook in staat om mensen aan te raken. Die mensen merken dat als een soort wind die door hun lichaam gaat en ze voelen zich voor een korte periode niet zichzelf. De Dood heeft een Plan dat niet te doorbreken is. Het lijkt net alsof het ook in de toekomst kan kijken, aangezien het precies weet wat zijn slachtoffers gaan doen. De Dood zal er alles aan doen om de slachtoffers van de lijst te laten sterven, ook als deze ontsnapt zijn aan de Dood zal hij ze nog steeds achtervolgen.
- In Neil Gaiman's Sandman is de Dood de oudere zus van het gelijknamige hoofdpersonage. Ze verschilt volledig van het typische beeld dat men van de Dood heeft. Ze is eerder opgewekt van karakter en functioneert meer als "verlosser" of "gids" van de overledenen. Ook haar uiterlijk verschilt: in plaats van een skelet met zeis (waar ze een afkeer aan heeft) ziet ze er uit als een Gothic meisje.
- In het vijfde album van Thorgal, De schaduwen voorbij gaat Thorgal tot voorbij de grenzen van de tijd om de Dood te vragen zijn geliefde Aaricia te sparen. Deze stemt toe op voorwaarde dat Thorgal het leven neemt van een ander wezen. Kenmerkend hier is dat de Dood hier verblijft op een zwevende kubus te midden van een web van levensdraden, met als enige gezellen blinde engelen wier vleugels de vorm hebben van een zeis.
- Ook in het tweede album van Ergün de dolende, De Heer der Duisternis heeft de Dood (zowel aan het begin als aan het einde van het verhaal) een sleutelrol. Hij "fungeert" als bewaker van de "Schemerwereld". Om hem er "schrikwekkender" te doen uitzien, koos Comès ervoor om hem af te beelden als een "duistere" ridder te paard, die Ergün, onder hoongelach, nastaart terwijl deze met zijn ruimtetuig het melkwegstelsel in vliegt.

## Afbeeldingen

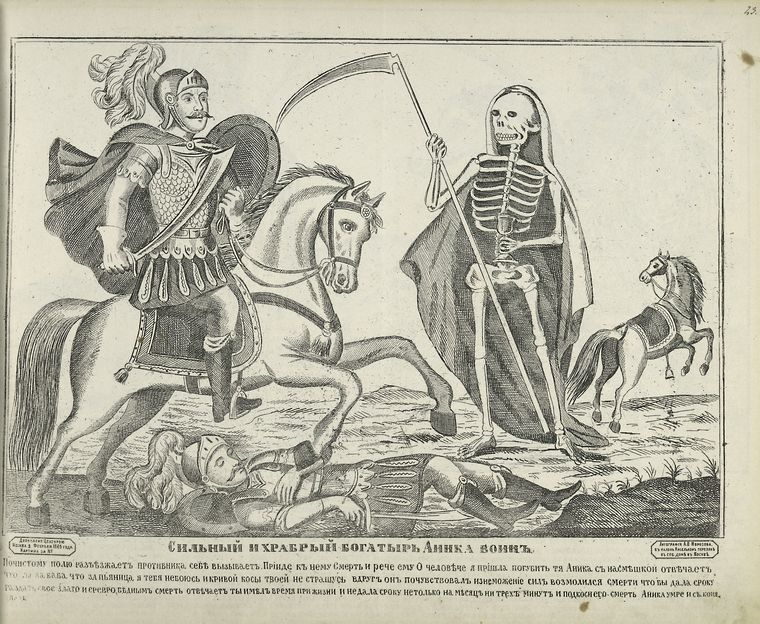
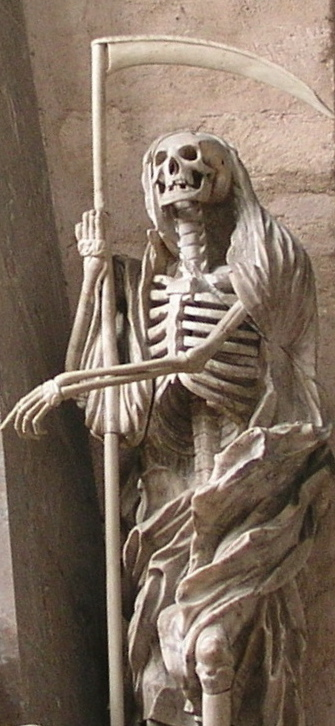
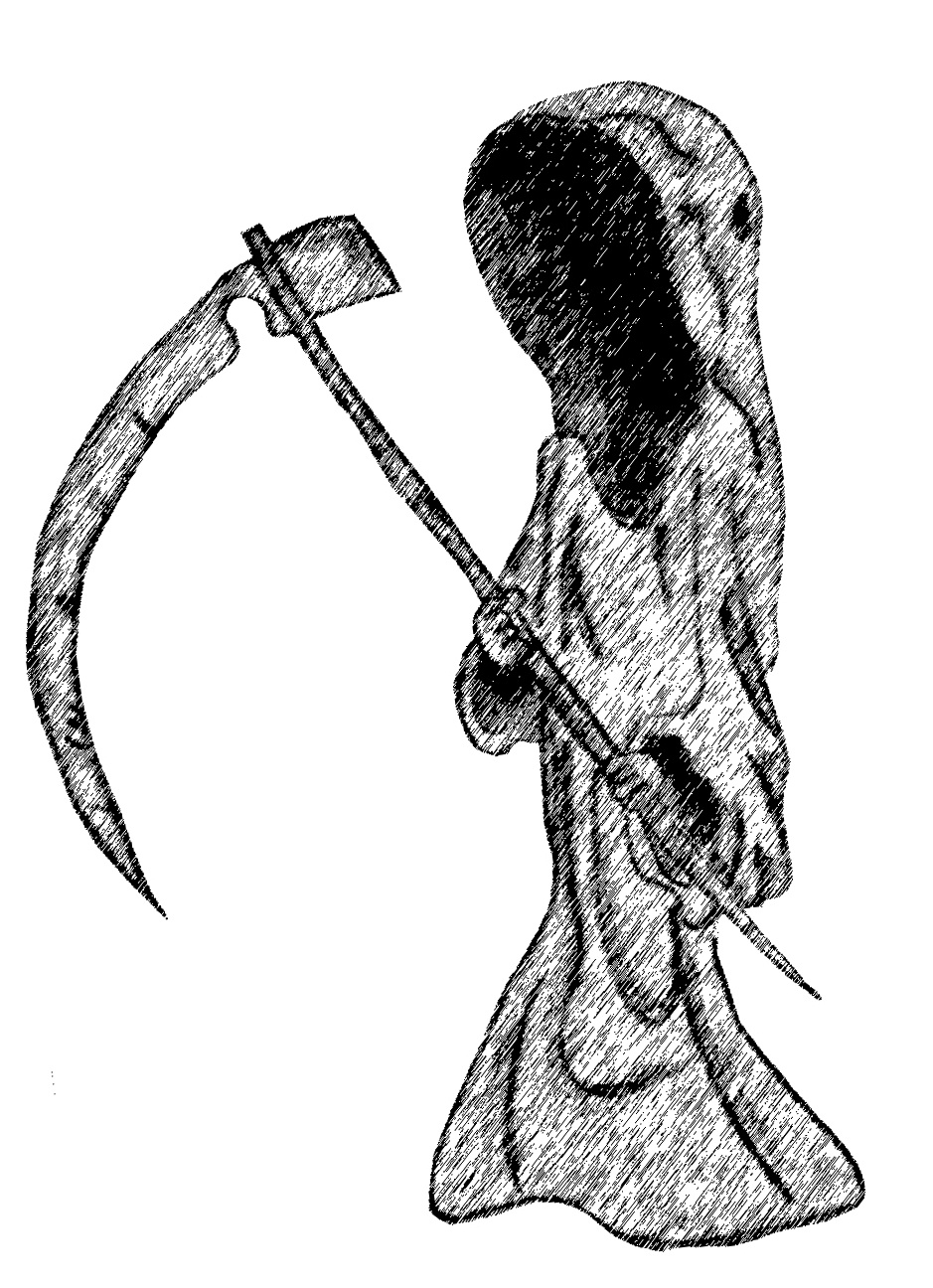
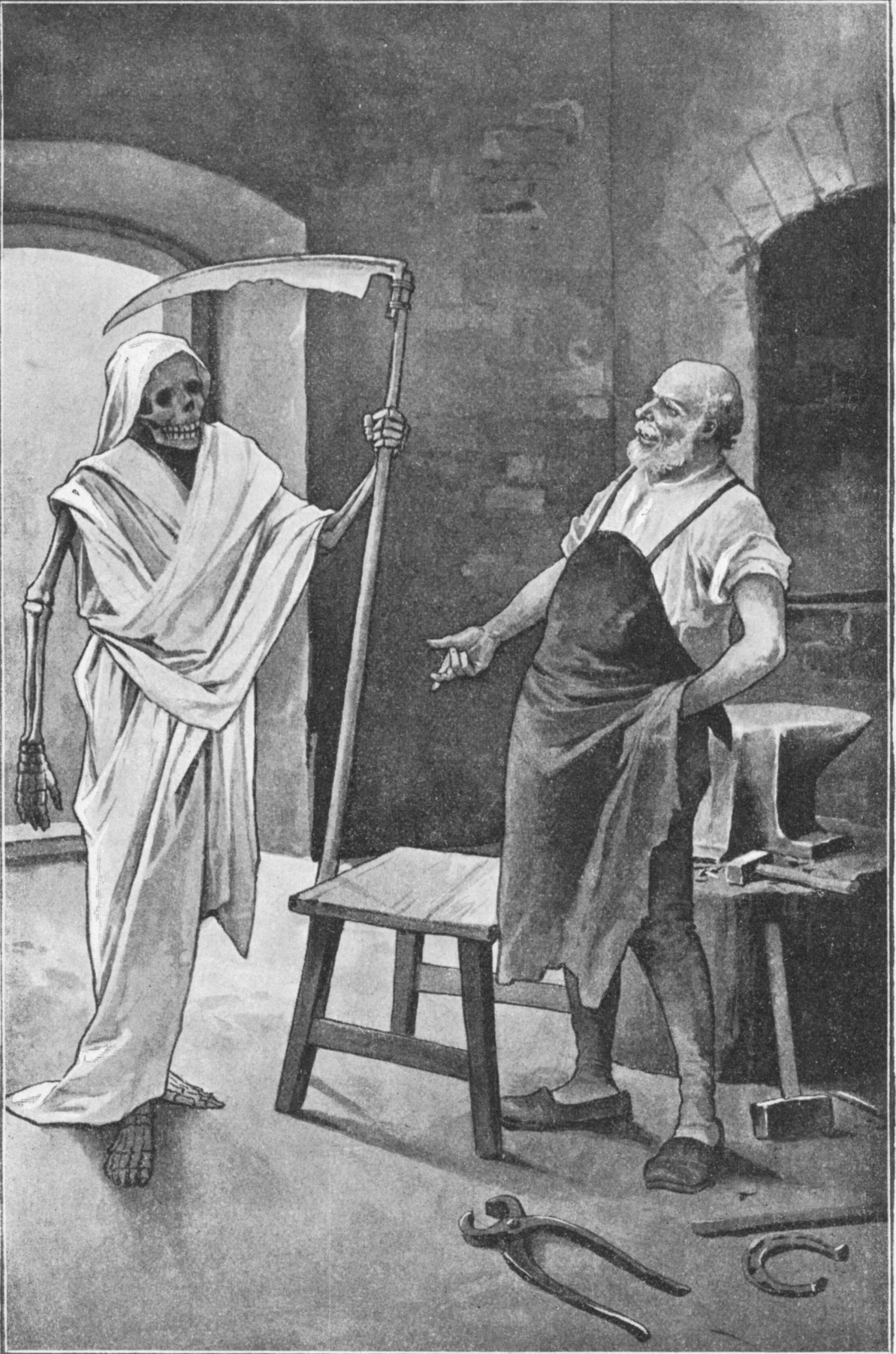
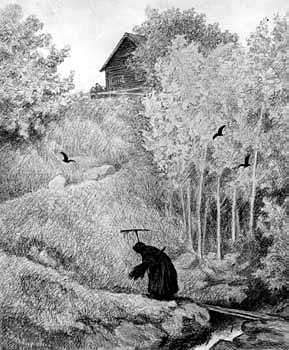
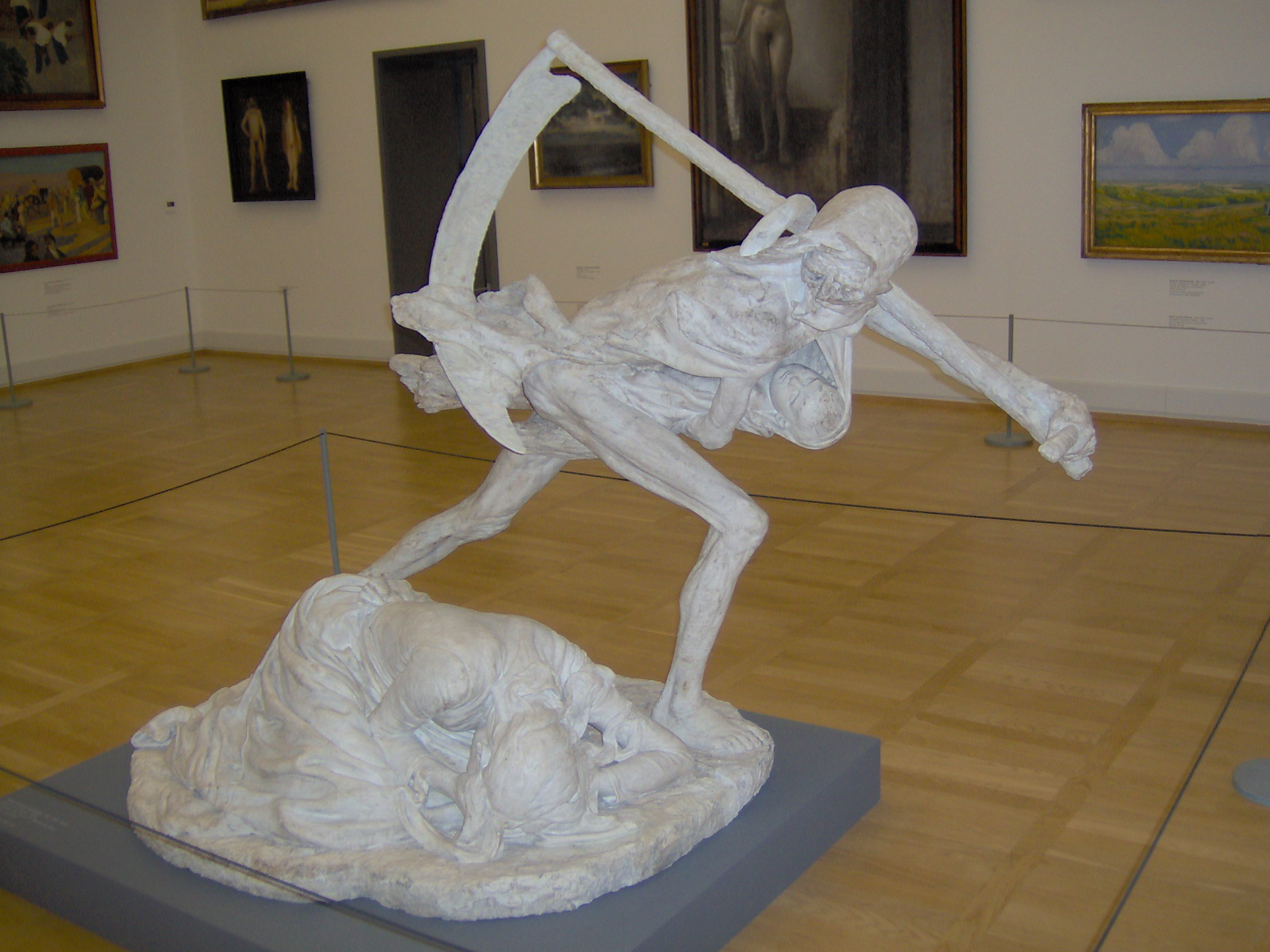
The story of a mother (De geschiedenis van een moeder)
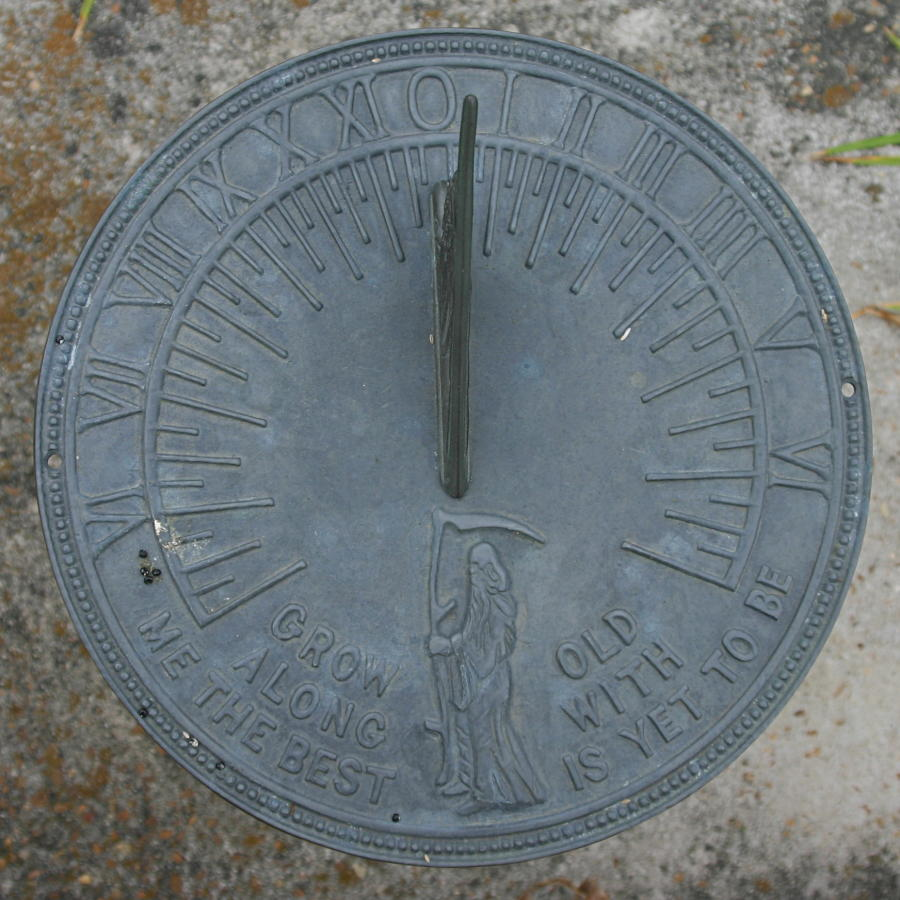
Magere Hein op een zonnewijzer
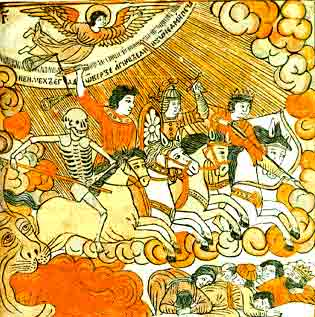
De vier ruiters van de Apocalyps. De ruiter links is de dood.
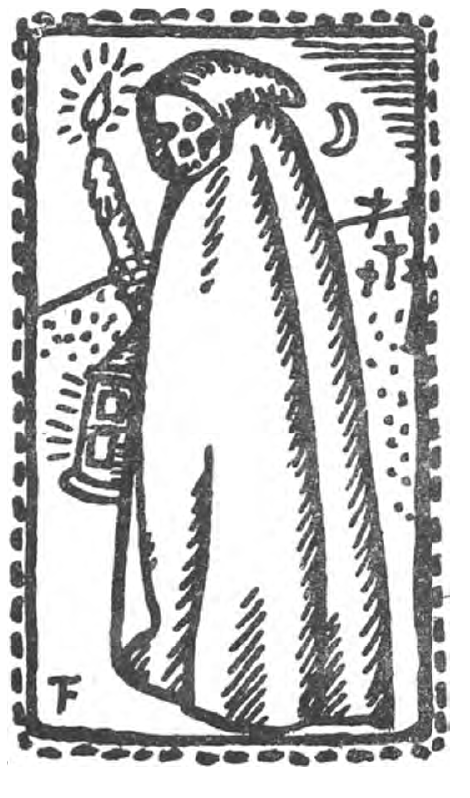
Afbeelding van Pietje De Dood in Felix Timmermans' Pieter Breughel, zoo heb ik u uit uwe werken geroken. P.N. van Kampen & Zn., Amsterdam 1928.
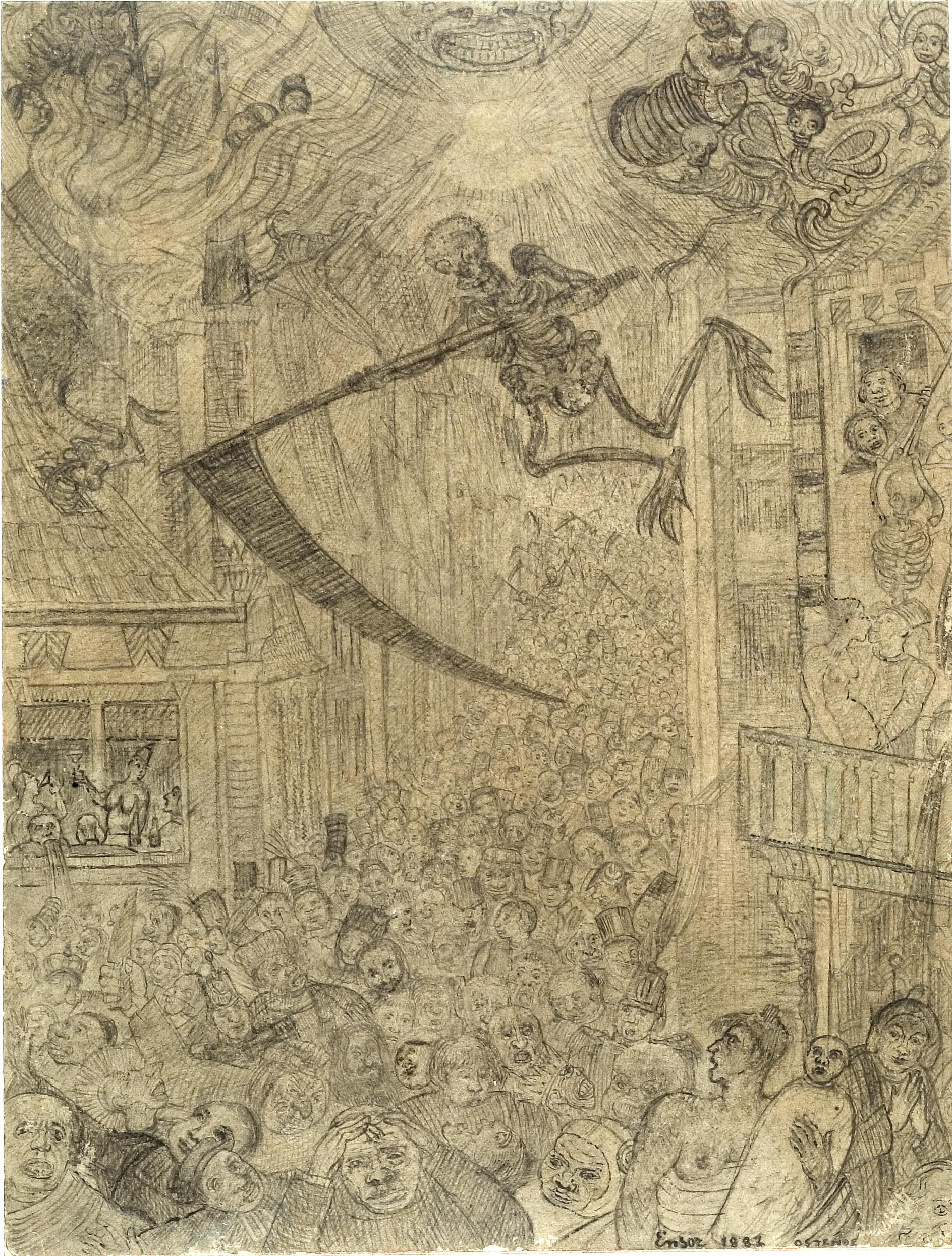
De triomf van de dood, door James Ensor, 1887, Koninklijk Museum voor Schone Kunsten Antwerpen